# Mats Engwall
Mats Engwall, född 17 oktober 1961, är professor i industriell ekonomi vid Kungliga Tekniska högskolan (KTH).

## Biografi
Mats Engwall är född och uppvuxen i Stockholm. Han avlade civilingenjörsexamen i flygteknik vid Kungliga Tekniska högskolan (KTH) 1987 samt blev teknologie doktor i industriell ekonomi och organisation vid KTH 1995. Engwall blev docent i företagsekonomi vid Handelshögskolan i Stockholm 2002 samt professor i industriell ekonomi vid KTH 2008. 
Under perioden 1996-1999 var Engwall universitetslektor vid KTH. Från 1998 till 2005 var han knuten till Centrum för Innovation and Operations Management (T-sektionen) vid Handelshögskolan i Stockholm, där han också var tillförordnad professor 2002-2005. Under perioden 2005 - 2008 arbetade Engwall på VINNOVA som chef för enheten för arbetslivsutveckling. År 2008 blev han utsedd till att bli den femte innehavaren av KTH:s professur i industriell ekonomi, den äldsta professuren inom ämnesområdet i Sverige. 
Engwall har varit gästforskare vid Stanford University 1990-91 samt vid Handelshögskolan i Umeå 2002 och 2006-7. 
Engwalls forskning kretsar kring  projektorganisering, ledning av industriell forskning och utveckling, innovation, införande av ny teknik samt affärsstrategier i teknikskiften. Hans doktorsavhandling "Jakten på det effektiva projektet" (1995) såldes under perioden 1995-2012  i över 8.000 exemplar och har använts som lärobok i flera nordiska länder. Han är också en av författarna till läroboken "Modern industriell ekonomi", vilken 2017 fick pris som årets lärobok av Studentlitteratur. 
Engwall är ledamot av Kungliga ingenjörsvetenskapsakademien (IVA), Svenska Projektakademien och European Academy for Industrial Management (AIM) samt research fellow vid Institute of Management of Innovation and Technology (IMIT). Han är initiativtagare till och ordförande för den nordiska ämnesföreningen i Industriell ekonomi, Scandinavian Academy of Industrial Engineering and Management (ScAIEM).